# Robert Heppener
Robert Heppener (Amsterdam, 9 augustus 1925 - Bergen (NH), 25 augustus 2009) was een Nederlands componist.

## Biografie
Hij was zoon van telegrafist Jacobus Pieter Heppener en Maria Cornelia Haak. Heppener studeerde piano aan het Amsterdams Conservatorium bij Jan Odé en Johan van den Boogert. Bij Bertus van Lier studeerde hij vervolgens compositie.
Robert Heppener was aanvankelijk docent theoretische vakken aan het Muzieklyceum Amsterdam. Daarna gaf hij compositie en theorie aan het Sweelinck Conservatorium (in verband met samenvoeging muzieklyceum en conservatorium) in Amsterdam en aan het Conservatorium Maastricht. Hij gaf voorts pianoles en was pianist.
In 1958 trouwde Heppener met ballerina Milly Emmer. Hij begeleidde repetities bij het National Ballet waar Milly Emmer danste. Zij was van 1949 tot 1953 verbonden aan het Ballet der Lage Landen, 1954 tot 1956 als soliste aan het Nederlands Ballet en voor seizoen 1957 weer bij het Ballet der Lage Landen. Daarna trad zij niet meer op.  

## Werklijst
Hij schreef muziek binnen diverse genres zoals kamermuziek, toneelmuziek en filmmuziek. Zijn leerling Joël Bons zei over Heppeners muziek: "Heppener heeft in zijn muziek nooit een bepaalde school vertegenwoordigd, maar steeds met grote integriteit zijn eigen 'innerlijke logica' gevolgd, gebaseerd op kennis van en liefde voor de traditie". Dit werd beaamd door Wouter Paap in zijn bijdrage aan de Algemene muziek encyclopedie van J. Robijns en M. Zijlstra.
Voor symfonieorkest schreef hij onder andere:
- Symfonie (1952); het werk ging in première bij het Koninklijk Concertgebouworkest onder leiding van Bernard Haitink op 20 november 1957
- Derivazioni (1958)
- Eglogues (1963, voor het Nederlands Studenten Orkest), maar ook een aantal keren gespeeld door het Concertgebouworkest, niet alleen in Nederland, maar bijvoorbeeld ook in Japan
- Air et sonneries (1969)
- Muziek voor straten en pleinen (1970) ; dit werk nam Roberto Benzi in 1971 mee op een Amerikaanse tournee met het Concertgebouworkest in 1971, nadat het eerst een aantal keren in Nederland was uitgevoerd
- Boog (1988, voor het honderdjarig bestaan van het Concertgebouworkest; het kreeg een première op 19 oktober 1989 onder leiding van Riccardo Chailly

Werken voor solo-zangstem, onder andere 
- Cantico delle Creature di San Francesco d'Assisi (1952), voor hoge stem en strijkorkest
- Memento (1984), voor sopraan en ensemble, geschreven voor Jane Manning en het Nieuw Ensemble
- Tussen bomen (1985), liederencyclus voor bas-bariton en piano, op gedichten van Chris J. van Geel

Voor koor a capella onder andere:
- Canti carnascialeschi (1966),
- Del iubilo del core che esce in voce (1974),
- Nachklänge (1977)
- Bruchstücke eines alten Textes (1990)

### Prijzen en onderscheidingen
Heppener ontving de Fontein Tuynhoutprijs voor Canti carnascialeschi in 1969. In 1974 werd hem de Willem Pijperprijs toegekend voor Four songs on poems by Ezra Pound (1970). Im Gestein (1992) leverde hem de Matthijs Vermeulenprijs op in 1993. In 1996 ontving hij de Johan Wagenaarprijs voor zijn gehele oeuvre en tot slot in 2000 de ANV-Visser Neerlandia-prijs.
- Bibsys: 8002906
- Bibliothèque nationale de France: cb147631574 (data)
- CiNii: DA1073221X
- Digitale Bibliotheek voor de Nederlandse Letteren: hepp004
- Gemeinsame Normdatei: 108977091X
- International Standard Name Identifier: 0000 0001 1470 1113
- Library of Congress Control Number: n84021979
- MusicBrainz: f224f4b9-a143-40f2-ba2d-5afdc582ad5a
- Nationale Bibliotheek van Tsjechië: xx0159236
- Nationale Bibliotheek van Israël: 987007401212205171
- Nederlandse Thesaurus van Auteursnamen: 074936026
- SNAC: w6kr04h2
- Système universitaire de documentation: 244035946
- Virtual International Authority File: 49146331858918691408
- WorldCat: E39PBJwhxCcMRKPtCYvPkhWqwC